# A. W. Yrjänä
A. W. Yrjänä (Aki Ville Yrjänä, född 30 juli 1967 i Kemi) är en finländsk rockmusiker och poet. Han har blivit känd som sångare, textförfattare och basist i bandet CMX. Han har komponerat de flesta låtarna för bandet CMX, dessutom har han publicerat sex diktsamlingar.

## Biografi
Vid 18 års ålder grundade Yrjänä CMX.  Yrjänäs sångtexter anses vara symboliska och han har influerats av till exempel religioner, mytologier och folklore. Hans texter anses vara svårförklarliga men enligt Yrjänä tar de ställning till sociala frågor.
Yrjänäs första roman Joonaanmäen valaat kom ut i april 2017. 
Yrjänä är gift med journalist-musikern Kikke Heikkinen. Paret bor i Borgå.